# Pamiętnik znaleziony w wannie
Pamiętnik znaleziony w wannie – powieść Stanisława Lema, wydana po raz pierwszy nakładem Wydawnictwa Literackiego w roku 1961. 

## Fabuła
Pamiętnik ... to powieść, której akcja osadzona jest w roku 3149 nowego kalendarza (ok. 5000 rok licząc według teraz obowiązującego), gdy odnaleziony zostaje tytułowy pamiętnik. Zasadnicze wydarzenia są opisane właśnie w pamiętniku i dotyczą wydarzeń sprzed 1680 lat. 
Jest to relacja z pierwszej ręki, dotycząca przeżyć agenta uwięzionego głęboko w podziemnym kompleksie wojskowym Nowego Pentagonu, gdzieś pod Górami Skalistymi. Świat i życie tajnego kompleksu rządowego przypominają kafkowskie wizje biurokracji i zagubienia w trybach maszyn urzędniczych. Bohater w tym nieprzyjaznym świecie, w którym tylko on wydaje się normalny, musi pod zagrożeniem życia kontynuować tajną misję agenta wojskowego, skierowaną przeciwko nieznanym wrogom wewnętrznym. Wszystko zorganizowane w stylu ultratajnych szpiegowskich awantur.
Narrator znajduje się w paranoicznej dystopii, gdzie nic nie jest tym, na co wygląda, a wszystkim zdaje się rządzić chaos. Każdy jest podejrzliwy wobec każdego. Zagrożony postradaniem zmysłów, bohater zaczyna prowadzić tytułowy pamiętnik, w którym zapisuje szczegóły ostatnich kilku dni. Właśnie te zapiski zostaną w przyszłości wydobyte z ruin Nowego Pentagonu w wannie, która była jedynym schronieniem bohatera. Jako nieliczny zachowany papierowy nośnik danych (po katastrofie papyrolizy), dziennik ten jest świadectwem dawnych czasów.

## Odbiór
Tytuł stanowi aluzję do powieści Rękopis znaleziony w Saragossie.
Sam autor w rozmowie ze Stanisławem Beresiem ocenił pozytywnie powieść, określoną mianem „wizji paranoicznej”. Mówił, że jest tam „zawarta koncepcja, która wykracza poza wszelkie doraźności satyry politycznej (...) – totalizacja pojęcia intencjonalności”, zaś „upiorna” konsekwencja, z jaką zostało to przeprowadzone dała zaskakujące efekty, co jest oryginalne, prawdziwe, cenne i nieprzemijające. Nie dotyczy bowiem „przelotnej i przemijającej konfiguracji zdarzeń natury socjopolitycznej, która się rozwiewa i zanika, [lecz] daje się przenosić z miejsca na miejsce, z czasu w czas, i trafia, jako głęboko sięgająca formuła, w wiele różnych zjawisk w bardzo zróżnicowanych formacjach społecznych”. Pochwalił, że w książce panuje szczęśliwe połączenie ponurej upiorności z humorem, co nieustannie jest dla niego łac. genius temporis i signum temporis (genialność i znak tamtych czasów). Natomiast w liście do tłumacza Michaela Kandla napisał, że powieść to „oczywiście Kafka, ale przepuszczony przez Gombrowicza”.